# Cigaritis allardi
Cigaritis allardi is een vlinder uit de familie van de Lycaenidae. De wetenschappelijke naam van de soort is voor het eerst gepubliceerd in 1909 door Charles Oberthür.
De soort komt voor in Marokko en West-Algerije.